# Nunciella
Nunciella – rodzaj kosarzy z podrzędu Laniatores i rodziny Triaenonychidae.

## Występowanie
Przedstawiciele rodzaju zamieszkują Australię oraz Nową Zelandię.

## Systematyka
Opisano 13 gatunków należących do tego rodzaju:
- Nunciella aspersa (Pocock, 1903)
- Nunciella badia (Hickman, 1958)
- Nunciella cheliplus Roewer, 1931
- Nunciella dentata (Hickman, 1958)
- Nunciella granulata Roewer, 1931
- Nunciella kangarooensis Hunt, 1971
- Nunciella karriensis Kauri, 1954
- Nunciella montana Forster, 1955
- Nunciella parvula Roewer, 1931
- Nunciella tasmaniensis Hickman, 1958
- Nunciella tuberculata Forster, 1949
- Nunciella woolcocki Forster, 1955